# Claviger bartoni
Claviger bartoni é uma espécie de inseto do gênero Claviger, pertencente à família Formicidae.